# كاثرين فلون
كاثرين فلون (بالإنجليزية: Catherine Flon)‏ كانت بطلة وطنية ووطنية من هايتي. تعتبر واحدة من رموز الثورة والاستقلال في هايتي. كاثرين فلون التي کانت خياطة، صممت وقدمت أول علم هايتي في 18 مايو 1803 مما جعل الناس سعداء واحتفظت بمكانة مهمة في ذاكرة هايتي للثورة حتى يومنا هذا. 

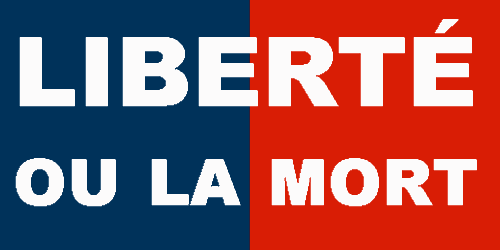
علم الثورة الهايتية ، نقش عليه عبارة "Liberté ou la mort" (الحرية أو الموت).

## الحياة
ولدت كاثرين فلون في تاريخ غير معروف في أركاي، سانتو دومينغو. كان والداها يتاجران في المنسوجات من فرنسا. أصبحت خياطة بالعمل في‌ ورشتها الخاصة  وكان لديها العديد من المتدربين. كانت الابنة بالتبني لجان جاك ديسالين.

### تصميم وإنشاء العلم
وفقًا للتقاليد الثورية الهايتية، رفع فلون أول علم للبلاد في 18 مايو 1803 وهو اليوم الأخير من مؤتمر أركاي. هناك، قام زعيم الثورة جان جاك ديسالين، عراب فلون، بقطع الألوان الفرنسية الثلاثة بسيفه وأظهر رغبته في الانفصال عن فرنسا. سلم القطع إلى فلون للصقها معًا، تاركًا الشريط الأبيض المركزي جانبًا. في التقاليد الهايتية اتخذت ألوان العلم الجديد معنى عنصريًا: تمثل الخطوط الزرقاء والحمراء اتحادًا بين المواطنين السود ومالاتو الهايتيين.
أشار المؤرخون إلی بعض القيود في هذا التاريخ الأسطوري لإنشاء العلم. على سبيل المثال تُظهر المصادر الأولية من الثورة أن المتمردين استخدموا الأعلام الزرقاء والحمراء قبل مؤتمر آرکای. إضافة إلی ذلك  استخدم شعب هايتي في البداية العلم ذي اللونين، مما يعني أنه يعكس انتشار القيم الفرنسية وليس رفضها. حارب الثوار الأوائل للحفاظ على قانون الحرية لعام 1794، بدلاً من القتال من أجل الاستقلال.

## التأثيرات الثقافية
تعتبر كاثرين فلون واحدة من أكثر ثلاث بطلات رمزية في استقلال هايتي إلى جانب سيسيل فاتيمان وديدي بازيل. يشار إلى مسقط رأسها في آرکای اليوم باسم «مدينة العلم» والتاريخ الذي قيل أنها صنعت فيه العلم الأول  18 مايو أصبح عطلة وطنية. إلى جانب كونها رمزًا للثورة أصبحت فلون شخصية تحظى بالإعجاب بين نساء هايتي أيضًا. بعض الأحداث الاجتماعية والحركات النسوية تحمل اسمها الآن. خلال الاحتفالات والأعياد الوطنية ترتدي الشابات أزياء فلون وغيرها من الثوار لزيادة الوعي بدور المرأة في الثورة وفي تاريخ هايتي بشكل عام.
ظهرت صورتها على الأوراق النقدية الهايتية من فئة 10 جوردز الصادرة في عام 2000.